# Sitio de Venlo (1586)
El Sitio de Venlo de 1586 , también conocido como la Captura de Venlo, fue una victoria española que tuvo lugar el 28 de junio de 1586 (tres semanas después de la toma de Grave), en la ciudad de Venlo, en el sureste de los Países Bajos, cerca de la frontera con Alemania, provincia actual de  Limburgo, entre las fuerzas españolas comandadas por el gobernador general  Alejandro Farnesio y la guarnición holandesa de Venlo, con el apoyo de las tropas de socorro bajo Maarten Schenck van Nydeggen y Sir Roger Williams, durante la Guerra de los Ochenta Años y la Guerra anglo-española (1585-1604). Después de dos intentos fallidos para tomar la ciudad, el asedio terminó el 28 de junio de 1586, con la capitulación y la retirada de la guarnición holandesa.
Según John Lothrop Motley, durante el asedio, hubo un evento importante cuando las tropas de Maarten Schenck y Roger Williams llegaron cerca de Venlo para ayudar a la guarnición holandesa. En esa noche alrededor de 170 soldados holandeses e ingleses liderados por Schenck y Williams pasaron por las líneas enemigas con sigilo, mataron a varios soldados españoles e incluso llegaron a la puerta de la tienda del Príncipe de Parma, donde mataron al secretario de Parma y su guardia personal.  Luego, con el campamento español alertado, las tropas de Schenck huyeron a Wachtendonk y fueron perseguidas por 2000 soldados españoles. En esta búsqueda, cerca de la mitad de Maarten, las tropas de Schenck fueron muertas o capturadas.
Después de la captura de Venlo, a mediados de julio de 1586, el ejército español dirigido por Alejandro Farnesio, rodeó la ciudad de Neuss, una importante fortaleza protestante en el Electorado de Colonia, como parte del apoyo español a Ernesto de Baviera en la guerra de Colonia. La ciudad se negó a capitular y Neuss fue prácticamente destruida por el ejército de Parma el 26 de julio.  Toda la guarnición comandada por Hermann Friedrich Cloedt fue muerta o capturada, incluido él mismo. Los éxitos de Farnesio seguirían en 1587 con la entrega por Guillermo Estanley de Deventer el 29 de enero, la toma de Geldern el 4 de julio, La Esclusa el 4 de agosto, el 20 de diciembre de 1588 Wachtendonk y por último la captura el 10 de abril de 1589 de Geertruidenberg.
El 21 de mayo de 1597, Maurice de Nassau trató de capturar Venlo por sorpresa, pero la operación fue un fracaso debido a la gran defensa de la guarnición española, con el apoyo de la población de la ciudad. En 1606, otro intento dirigido por Frederick Henry dio como resultado otro fracaso.
El 4 de junio de 1632, sería tomada por las tropas de las Provincias Unidas, pero España la recuperó de nuevo en 1637.